# Вяткин, Андрей Ерофеевич
Андрей Ерофеевич Вяткин (12 [25] октября 1903, Соликамский уезд, Пермская губерния — 5 февраля 1970, Москва) — советский государственный деятель.

## Биография
Родился 12 (25) октября 1903 г. в д. Березина Соликамского уезда Пермской губернии (ныне Карагайский район Пермского края). Окончил МВТУ им. Н. Э. Баумана (1931 г.). Член ВКП(б) (с 1925 г.).
- на советской и комсомольской работе в Нердвинском районе Пермской губернии (1920—1928 гг.).
- начальник отдела, директор Московского станкостроительного завода им. С. Орджоникидзе (1933—1939 гг.);
- в аппарате Наркомтяжмаша СССР (с 1939 г.);
- зам. наркома станкостроения СССР (1941—1946 гг.),
- председатель Государственного комитета СМ СССР по внедрению передовой техники в народное хозяйство (1948—1949, 1949—1951 гг.),
- председатель Комитета стандартов, мер и измерительных приборов при СМ СССР (1951—1963 гг.);
- зам. председателя Госкомитета по машиностроению при Госплане СССР (1963—1965 гг.);
- зам. министра станкостроительной и станкоинструментальной промышленности СССР (1965—1970 гг.); главный редактор журнала «Вестник машиностроения».

Умер 5 февраля 1970 года. Похоронен в Москве, на Новодевичьем кладбище

В 1962—1964 гг. был Президентом Международной организации по стандартизации.

## Награды
- Орден Ленина (11.10.1943)
- орден Трудового Красного Знамени (17.04.1944)